# Europäisches Institut für Journalismus- und Kommunikationsforschung
Das Europäische Institut für Journalismus- und Kommunikationsforschung (EIJK) ist ein unabhängiges und gemeinnütziges Institut mit Sitz in Leipzig.
Das EIJK ging 2014 aus dem Institut für praktische Journalismusforschung (IPJ) hervor. Forschungsschwerpunkte sind journalistische Meinungsfreiheit, Qualitätsjournalismus und journalistische Unabhängigkeit unter den institutionellen und gesellschaftlichen Rahmenbedingungen einer fortschreitenden Europäisierung. Kooperationspartner des EIJK sind die Universität Westminster in London, die Universität Gent, die Universität Leipzig, die Medienstiftung der Sparkasse Leipzig, die Handelshochschule Leipzig.

## Geschichte
Das EIJK ging 2014 aus dem „Institut für praktische Journalismusforschung“ (IPJ) hervor. Michael Haller entwickelte das 2003 als Gemeinschaftsprojekt der Universität Leipzig, der „Medienstiftung der Sparkasse Leipzig“ und mit Unterstützung der Sparkassenversicherung Sachsen gegründete Institut.

## Personen
Wissenschaftlicher Direktor war während der ersten zwei Jahre der Medienwissenschaftler und Journalist Lutz Mükke,; 2016 übernahm Michael Haller die Funktion des wissenschaftlichen Direktors. Sein Stellvertreter ist Martin Hoffmann. Mitglieder des EIJK sind u. a. die Professoren Manfred Kirchgeorg, Gerhard Heyer und Hans-Jörg Stiehler.

## Publikationen
Das Institut gibt eine eigene Buchreihe heraus. Besondere mediale Aufmerksamkeit erhielt die 2013 vom damaligen IPJ-Promotionsstipendiat Uwe Krüger publizierte Dissertation zu „Meinungsmacht“, die enge Verbindungen leitender Journalisten deutscher Qualitätszeitungen zu politischen Elite-Netzwerken untersuchte.